# Azam Jah
Azam Jah, Damat Walashan Sahebzada Nabob Sir Mir Himayat Ali Chán Siddiqi Bahadur Bayaffendi (urdsky: اعظم جاہ داماد والاشان صاحب زادہ نواب سر میر حمایت علی خان بہادر بے آفندی) (21./22. února 1907, Hajdarábád – 9. října 1970, Hajdarábád) byl princ (kníže) Beraru.

## Život
Narodil se 21./22. února 1907 v Hajdarábádu jako syn sedmého a posledního nizáma Osmana Aliho Chána, Asafa Jaha VII. a Sahebzadi Azami unisa Begum, dcery Sahebzada Mir Jhangir Ali Chána Siddiqi.
Dne 12. listopadu 1932 se v Nice oženil s osmanskou princeznou Dürrüşehvar Sultan, dcerou chalífy Abdulmecida II. a Mehisti Kadınefendi. Spolu měli dva syny:
- Mukarram Jah (nar. 6. března 1933)
- Muffakham Jah (nar. 27. února 1939)

Manželský pár žil v paláci Bella Vista (40,000 m²) v Hajdarábádu.
Zemřel 9. října 1970 v Hajdarábádu.

## Řády a vyznamenání
- 1935 – Stříbrná jubilejní medaile krále Jiřího V.
- 1937 – Korunovační medaile Jiřího VI.
- 1937 – Stříbrná jubilejní medaile Nizam
- 1942 – Tuniská medaile vítězství
- 1943 – Rytíř velkokříže Řádu britského impéria
- 1945 – Britská medaile Za obranu
- 1945 – Válečná medaile 1939–1945
- 1945 – Hajdarábádská válečná medaile
- 1945 – Hajdarábádská medaile Za zásluhy
- 1946 – Rytíř-velkokomandér Řádu Indické říše